# Sleepytime Gorilla Museum

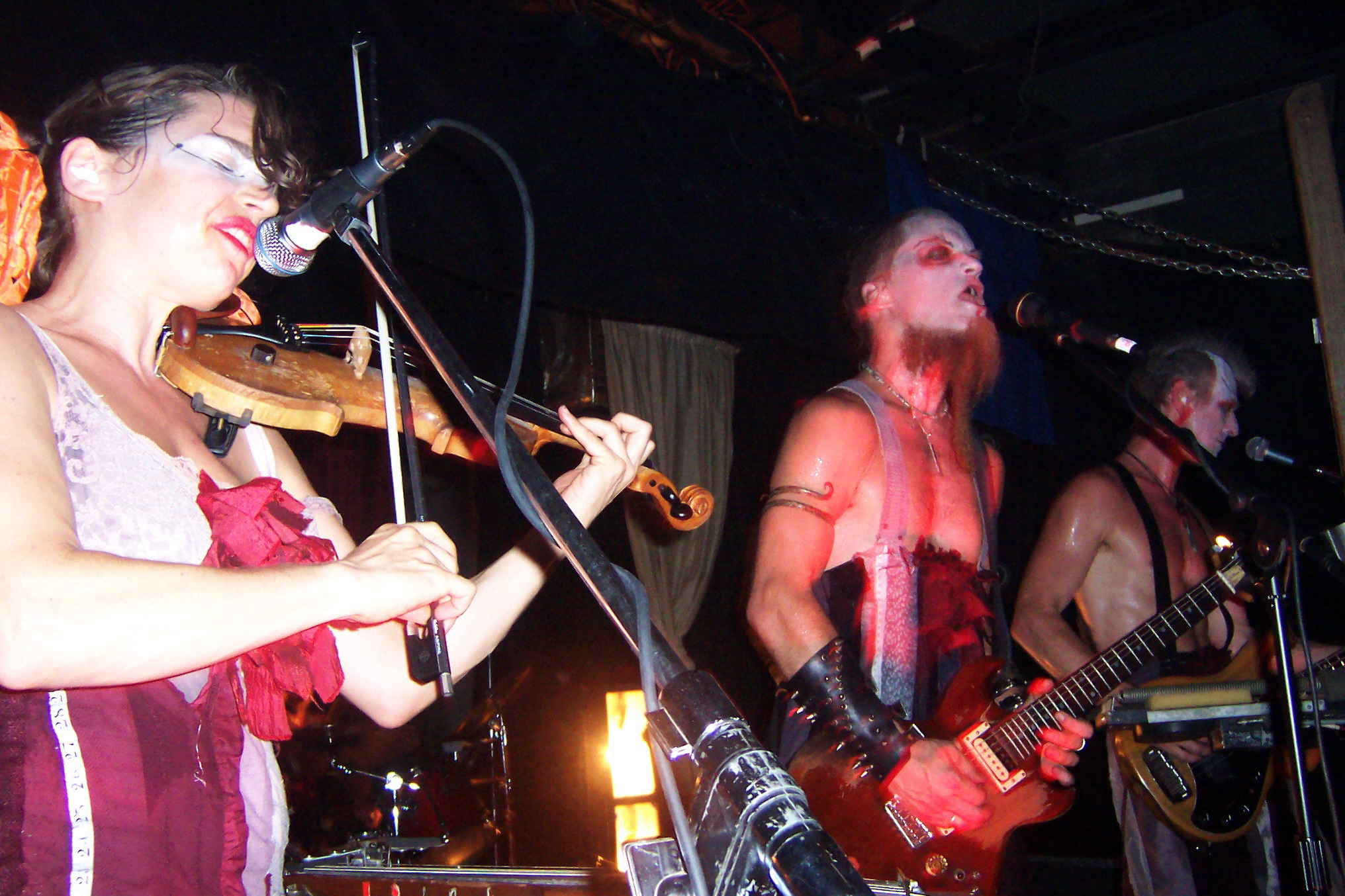
Sleepytime Gorilla Museum

Sleepytime Gorilla Museum ist eine experimentelle Rockband aus Amerika, die 1999 in Oakland (Kalifornien) gegründet wurde.

## Bandgeschichte
Nachdem sich die Band Idiot Flesh aufgelöst hatte, gründeten Nils Frykdahl und Dan Rathbun zusammen mit Carla Kihlstedt aus der Band Charming Hostess (in der auch Frykdahl und Rathbun mitspielten) die neue Band Sleepytime Gorilla Museum mit den zusätzlichen Mitgliedern David Shamrock am Schlagzeug und Moe! Staiano als Perkussionist. Den ersten Auftritt, welcher am 22. Juni 1999 in Oakland stattfand, spielten sie vor einer einzigen sogenannten Bananenschnecke. In der darauffolgenden Nacht absolvierte die Band ihren ersten Auftritt vor einem menschlichen Publikum.
Während der Aufnahmen an dem Debütalbum Grand Opening and Closing verließ Schlagzeuger David Shamrock die Band und wurde durch Frank Grau ersetzt. Grau war auch derjenige, der die erste Tour stiftete sowie die Band managte.
Auch während der Aufnahmen an dem Nachfolgealbum Of Natural History verließ der Schlagzeuger die Band. Grau wurde durch den neuen Drummer Matthias Bossi ersetzt, der vorher bei Skeleton Key tätig war. Perkussionist Moe! Staiano verabschiedete sich auf der darauffolgenden Tour, dessen Platz darauf Michael Mellender einnahm. Die Band unterzeichnete einen Plattenvertrag mit The End Records im Januar 2006. Das Label veröffentlichte das Debütalbum Grand Opening and Closing wieder und fügte 3 zusätzliche Tracks hinzu.
Kurz darauf wurde kundgegeben, dass ein neues Album in Arbeit war. Dieses erschien im Mai 2007 und trägt den Namen In Glorious Times. Vor der Veröffentlichung war bereits eine MP3 sowie ein Musikvideo erhältlich.
Am 15. Februar 2011 gab die Band bekannt, dass sie sich nach Fertigstellung ihres vierten Studioalbums, The Last Human Being, sowie einem Kurzfilm unter demselben Titel und einer Live-DVD auflösen wird.

## Name
Laut Interviews sowie den sehr ausführlichen Liner Notes des ersten Albums stammt der Name „Sleepytime Gorilla Museum“ ursprünglich von einer kleinen Gruppe von Dadaisten, Futuristen und Künstlern, die sich Sleepytime Gorilla Press nannten und die Anfang des 20. Jahrhunderts eine Einrichtung besaßen, die sie selbst als „Museum der Zukunft“ bezeichneten, welches „nichthistorisch“ war.
Jenes Museum wurde am 22. Juni 1916 eröffnet (und somit am selben Datum wie das erste Konzert der Band, 83 Jahre später). Die Ausstellung entsprach einem Feuer, das großes Chaos und Verwirrung bei aufmerksam gewordenen Leuten verursachte. Am folgenden Tag wurde das Museum wieder geschlossen (worauf der Name des Debütalbums anspielt). Der Name des Museums stammt anscheinend aus einem Gedicht namens „Of the Future Hides the Past“, das von den Museums-Mitgliedern Lala Rolo und Ikk Ygg verfasst wurde.

## Stil
Die Musik von Sleepytime Gorilla Museum kann sehr grob mit Avantgarde-Rock, Avantprog oder Avantgarde-Metal beschrieben werden. Allerdings lässt sich die Musik nicht streng einordnen, sodass man gewöhnlich verschiedene Bands nennen muss, damit sich eine grobe Vorstellung ergeben kann. Oft werden in diesem Zusammenhang u. a. Mr. Bungle, Thinking Plague, King Crimson und Univers Zéro genannt.
In die Liveshows von Sleepytime Gorilla Museum werden des Öfteren Puppenspiele, pseudowissenschaftliche Präsentationen und Auftritte der Mitglieder der Butoh-Gruppe inkBoat eingearbeitet.
Die Band erfindet und baut viele Instrumente selbst. Dan Rathbun, der die meisten der eigenwilligen Instrumente konstruiert, spielt unter anderem das sogenannte Slide-Piano-Log, welches aus einer einzigen Klaviersaite besteht und eine Länge von über 2 Metern besitzt. Man spielt es mit zwei Schlagstöcken: Der in der linken Hand dient der Bundierung, und mit dem anderen schlägt man auf die Saite und erzeugt so den Ton.
Die Instrumente des Perkussionisten Michael Mellender bestehen aus Küchengeschirr, Mülltonnendeckel und anderen Metallobjekten, die er findet, und die er als Ergänzung zu den traditionellen Perkussionsinstrumenten benutzt. Eines der etwas bekannteren Instrumente, welche die Band benutzte, war Moe! Staianos „Popping Turtle“ (dieses kann man im Song „Sleep Is Wrong“ etwa ab 1:21 hören).

## Diskographie
- Grand Opening and Closing (Album, 2001)
- Live (Live-CD, 2003)
- Of Natural History (Album, 2004)
- The Face (Live-DVD, 2005)
- Grand Opening and Closing (Re-release, 2006)
- In Glorious Times (Album, 2007)
- of the Last Human Being (Album, 2024)